# Torre Juche
A Torre Juche, à sua frente estátuas de bronze de um trabalhador, intelectual e uma camponesa segurando um martelo, um pincel e uma foice, símbolo do Partido dos Trabalhadores da Coreia.
A Torre Juche (oficialmente a Torre da Ideologia Juche; em coreano: 주체사상탑; hanja: 主體思想塔; rr: Juche Sasangtap; MR: Chuch'e Sasangt'ap) é um monumento na cidade de Pyongyang, capital da República Popular Democrática da Coreia. Foi nomeada após a ideologia Juche ser introduzida pelo primeiro líder e fundador do país, Kim Il-sung. As estátuas de bronze são um exemplo do realismo socialista, foram inspiradas no momumento soviético Operário e Mulher Kolkosiana. As estátuas, que medem 30 metros, representam um trabalhador, intelectual (o "trabalho intelectual") e uma camponesa segurando respectivamente um martelo, um pincel e uma foice, símbolos do Partido dos Trabalhadores da Coreia. É o segundo maior monumento de pedra do mundo, ficando atrás apenas do Monumento de San Jacinto de 173 metros, localizado no Texas.
O Juche é uma ideologia desenvolvida pelo líder norte-coreano Kim Il-sung, é uma mistura de autarquia, autossuficiência, tradicionalismo coreano e marxismo-leninismo. Juche é a ideologia oficial da Coreia do Norte, descrita pelo governo como "a contribuição original, brilhante e revolucionária de Kim Il-sung para o pensamento nacional e internacional". Segundo o governo norte-coreano, a ideia central do Juche baseia-se no princípio filosófico de que o homem é o mestre de tudo e tudo decide. De acordo com o quarto princípio dos "Dez Princípios do Sistema de uma Ideologia", os norte-coreanos devem tornar a ideologia revolucionária (Juche) do "Grande Líder Camarada" Kim Il-sung sua fé e fazer de suas instruções seu credo.

## Descrição

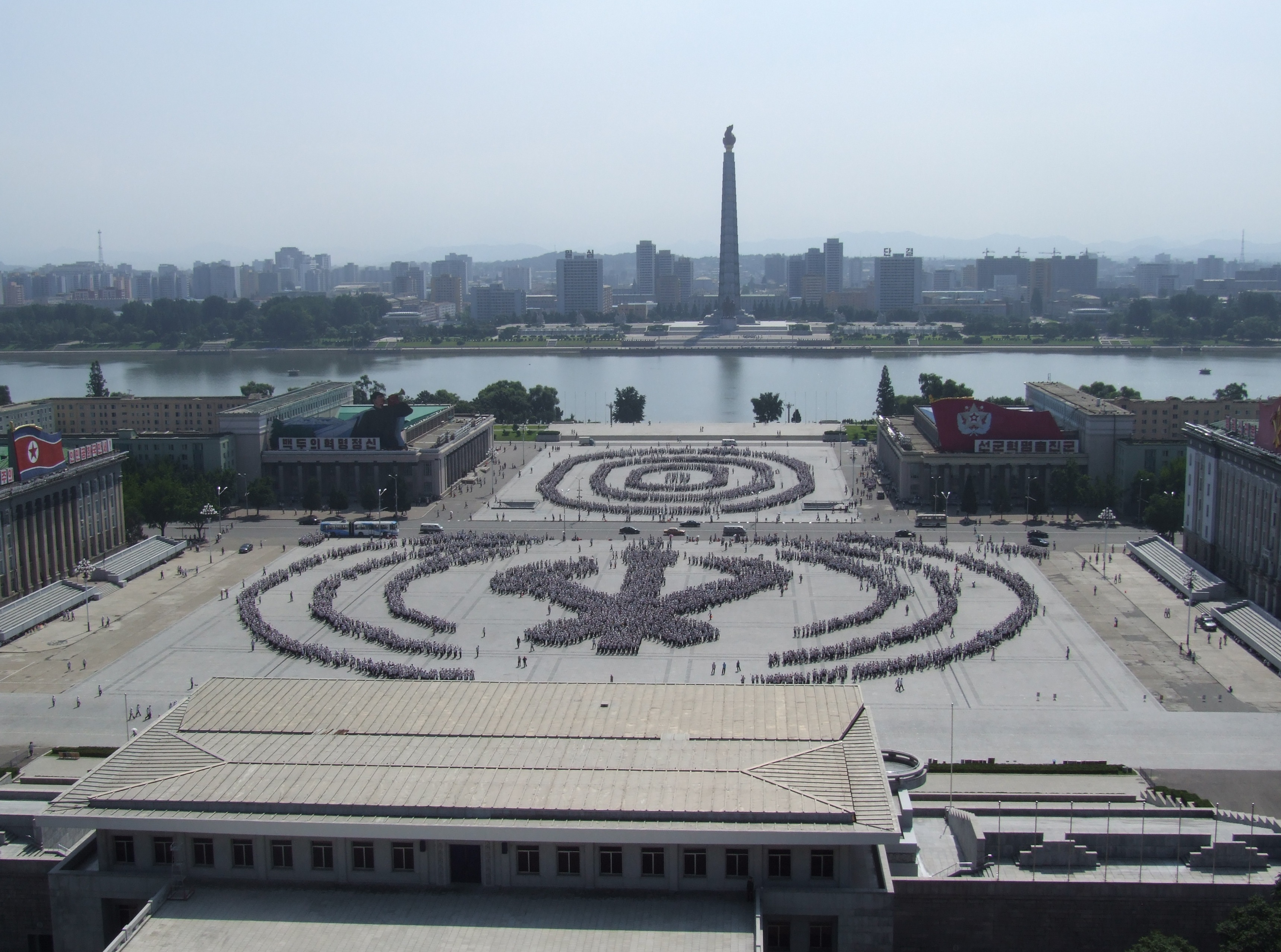
Crianças praticando uma marcha na Praça Kim Il-sung com a Torre Juche ao fundo

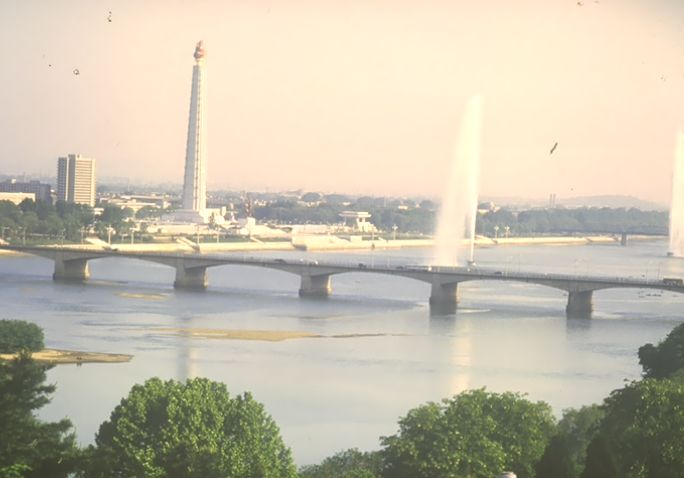
Torre da Ideologia Juche em 1989

Muitos debates foram feitos para a monumentalização da ideia do Juche na Coreia do Norte usando o método do simbolismo comunista, e foi então decidido construir uma torre.
Concluída em 1982, a torre está localizada na margem oriental do rio Taedong, em frente da praça Kim Il-sung, que é palco de muitos desfiles militares, shows e cerimônias. Representando uma tocha a arder, a torre tem 170 metros de altura (150 metros sem contar a chama) e 18 andares. A tocha no topo da torre está sempre acesa, é feita de metal, mede 20 metros e pesa 45 toneladas. O corpo da torre é coberto por 70 lajes de granito (25 550 blocos), uma para cada ano da vida de Kim Il-sung (365 × 70), e pesa 22 000 toneladas.
A torre foi construída para comemorar o septuagésimo (70º) aniversário de Kim Il-sung. Kim Jong-il, filho e sucessor de Kim Il-sung, é oficialmente creditado como criador do monumento; em compensação, entrevistas com ex-funcionários norte-coreanos contradizem esta afirmação. As letras inscritas no topo da Torre (주체) significam "Juche". O estilo arquitetônico da torre é inspirado em pagodes de pedra da Coreia pré-moderna. É possível subir na torre por meio de um elevador, existem vistas amplas de Pyongyang a partir da plataforma de observação logo abaixo da tocha. Presume-se que seja baseada no Monumento de Washington (169 metros), no qual ultrapassa em um metro de altura. É declarado em algumas fontes que há uma competição e que a razão para o monumento ter seu comprimento é para ultrapassar a altura do Monumento de Washington.
Junto à estrutura de 170 metros de altura, encontra-se um monumento imponente que representa três figuras humanas, cada uma erguendo uma ferramenta: um martelo (erguido por um operário), uma foice (por uma camponesa) e um pincel de escrita (por um intelectual). O operário, o camponês e o intelectual são considerados as três principais ocupações na Revolução Coreana. Estas ferramentas estão presentes na insígnia do Partido dos Trabalhadores da Coreia. As estátuas são inspiradas no clássico estilo stalinista reminiscente da estátua soviética Operário e Mulher Kolkosiana. Há também seis grupos de esculturas menores, cada uma com 10 metros de altura, que simbolizam o grande sucesso do Juche em ajudar na indústria, agricultura, saúde e educação. Uma parede com 82 placas de apoiadores estrangeiros e grupos de estudo do Juche faz parte da Torre. As placas foram trazidas ou enviadas por entusiastas ao redor do mundo. Na área de 15 metros em frente ao monumento, um poema de 12 versos é escrito, referindo-se à data de nascimento de 1912, elogiando o heroísmo revolucionário e a personalidade de Kim Il-sung.
Em frente à Torre Juche está o Museu Histórico Central da Coreia, o Grande Palácio de Estudos do Povo inaugurado no mesmo dia da torre. Além disso, há o Arco do Triunfo e o Hotel Ryugyong no noroeste do monumento, o Hotel Koryo no sudoeste, o Palácio do Sol de Kumsusan e o Monumento à Fundação do Partido no nordeste.
Visitas e eventos na Torre Juche e em outros monumentos simbólicos são parte da vida cotidiana na Coreia do Norte. Tais estruturas foram projetadas para serem as características básicas do sistema e do Estado e foram aceitas pelo público na mesma proporção. As visitas a tais monumentos também são atividades necessárias no currículo escolar, e as crianças são incentivadas a visitar com suas famílias em intervalos regulares. O Partido dos Trabalhadores da Coreia, no poder, explica que o Estado deve mostrar a história do país para o público e especialmente para a geração mais jovem. O partido considera um dever trazer a compreensão da história, especialmente focada nos anos da ocupação japonesa e na guerra anti-imperialista, e segue esta política de lembrar o público através de monumentos, eventos e dias especiais. Hoje, muitas atividades são organizadas na área onde a torre está localizada.

### Esculturas de granito
Logo atrás da torre monumental estão 6 estátuas de diferentes alturas e pesos, com nomes oficiais, que descrevem a grande vitalidade da Ideia Juche. As informações de altura, largura e peso das estátuas são as seguintes:
| Nome                 | Altura | Largura | Peso          | Imagem |
| -------------------- | ------ | ------- | ------------- | ------ |
| Vida Longa           | 8,5 m  | 11,5 m  | 432 toneladas |        |
| Castelo Inexpugnável | 9,5 m  | 11,5 m  | 420 toneladas |        |
| Indústria Juche      | 10 m   | 11,5 m  | 600 toneladas |        |
| País Instrutivo      | 9,5 m  | 11,5 m  | 460 toneladas |        |
| Arte Juche           | 9,5 m  | 11,5 m  | 481 toneladas |        |
| Tempo de Colheita    | 9,8 m  | 11,5 m  | 700 toneladas |        |

## Turismo

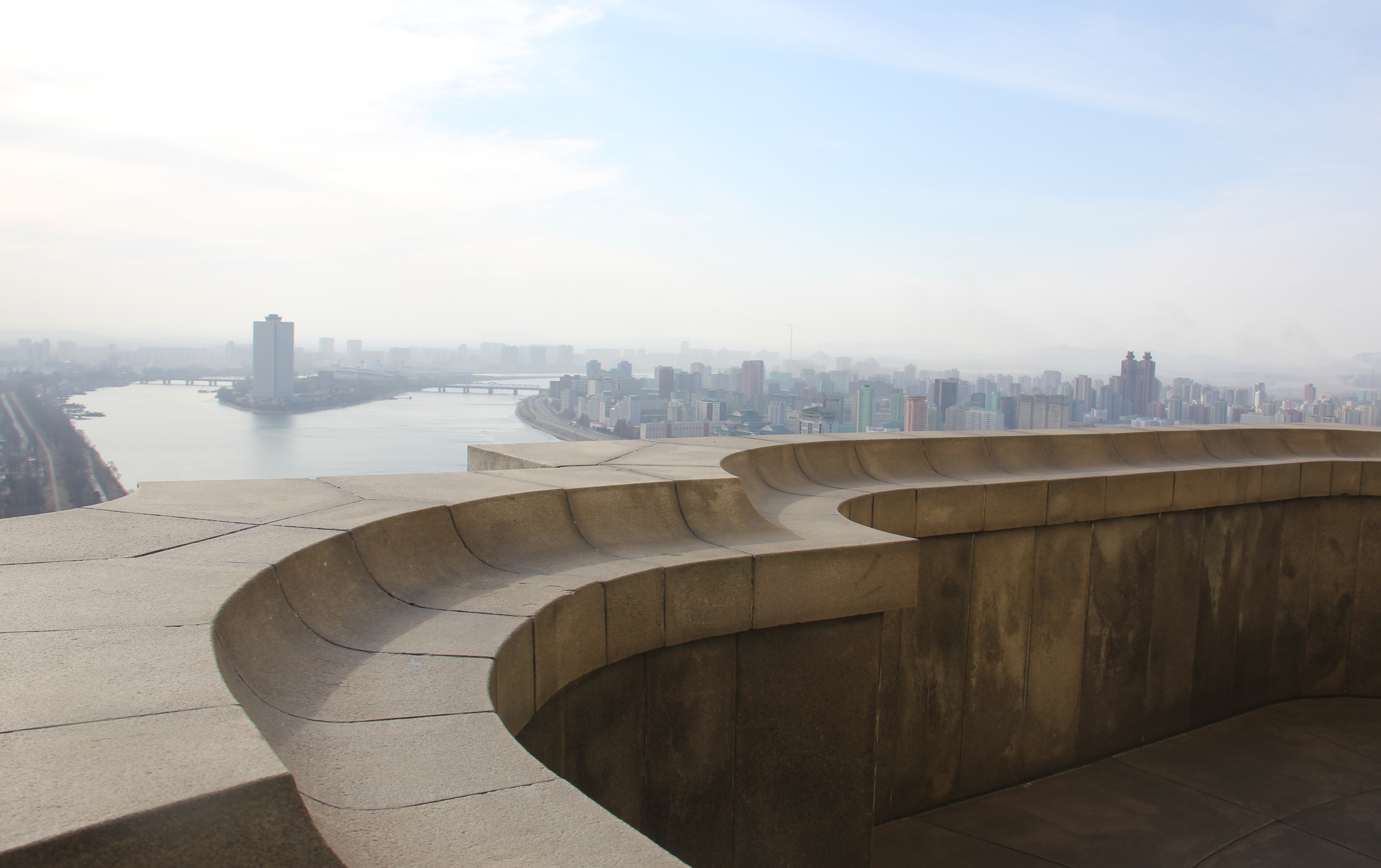
A plataforma no topo da torre

A Torre da Ideologia Juche é visitada pela maioria dos grupos de turismo de Pyongyang, que podem subir até uma plataforma no topo da torre por um pequeno elevador (necessário pagar 5 euros) e ver Pyongyang de cima. A plataforma fica em baixo da tocha vermelha. Na meio da torre há uma sala onde os guias descansam e fazem chá entre os grupos de turistas. Alternativamente, para evitar as alturas, há salas com cadeiras na base da torre e vídeos explicando a importância do monumento para a República Popular Democrática da Coreia, para a filosofia do Juche e para o Líder Eterno Kim Il-sung.
A entrada da torre fica na parte de trás, esta área é decorada com placas doadas por grupos de estudo do Juche de vários países ao redor do mundo. Na área de entrada da Torre Juche, você encontrará algumas lembranças, jornais e bebidas para comprar. Os guias, que estarão com os visitantes, poderão mostrar a região, levá-los até o topo e apontar os principais locais de Pyongyang que você pode ver a partir do topo da Torre Juche, como por exemplo o Hotel Ryugyong, o Grande Monumento Mansudae e a Praça Kim Il-sung. Além de algumas das arquiteturas mais modernas (Ruas Pyonghattan e Ryomyong) do outro lado do rio, no lado oeste da cidade, e alguns blocos de apartamentos. Não é permitido fumar na área ao redor da torre. Fumantes podem fumar apenas no estacionamento da rua.
O monumento está aberto todos os dias, embora às vezes seja fechado para manutenção de manhã. A torre também é fechada às vezes antes de grandes feriados com exibições de fogos de artifício, como por exemplo a véspera de Ano Novo. De acordo com dados de 2009 da Agência Central de Notícias da Coreia (KCNA), mais de dois milhões de pessoas visitaram o monumento desde sua inauguração.

## Galeria

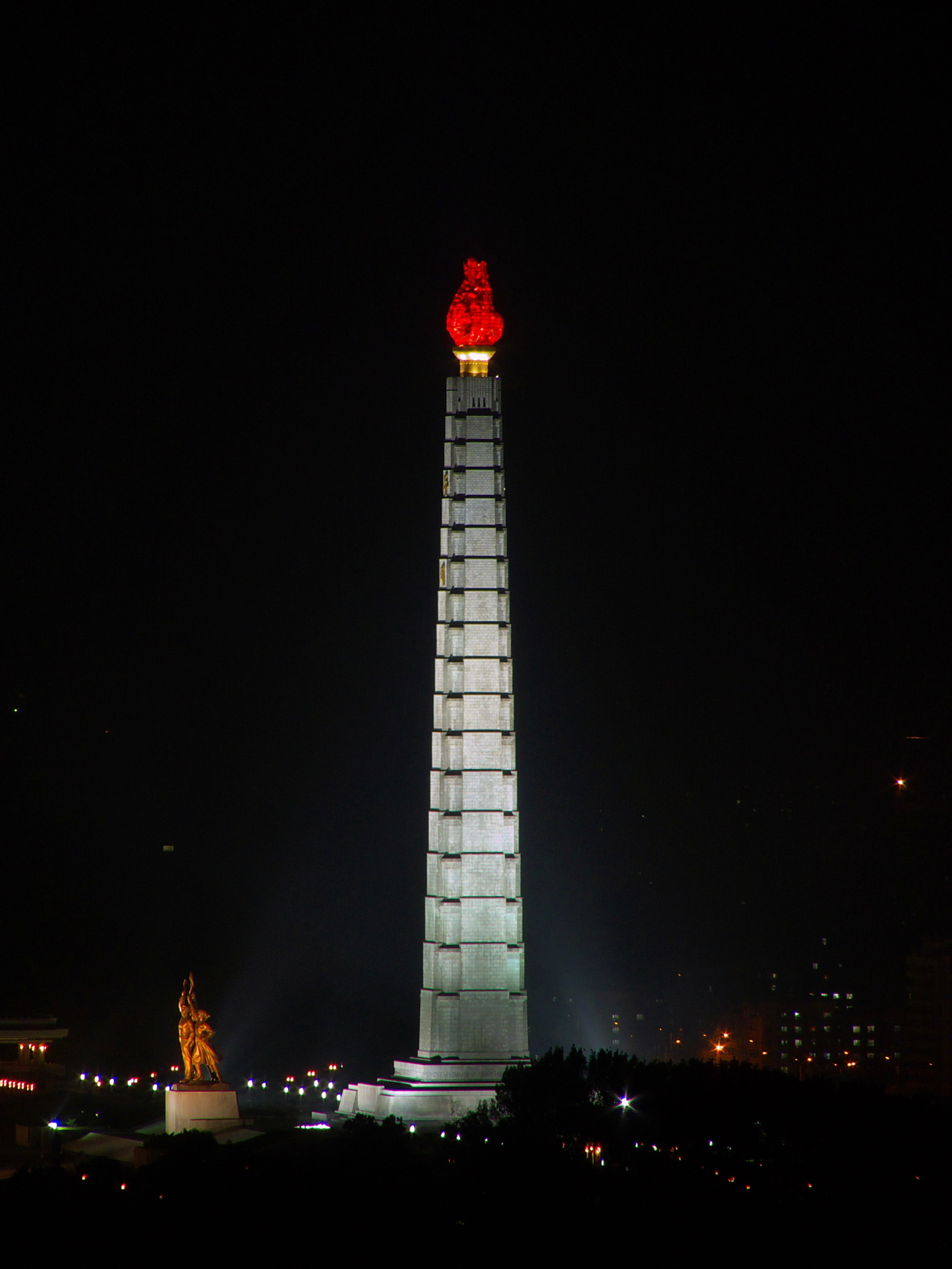
Torre da Ideologia Juche à noite.
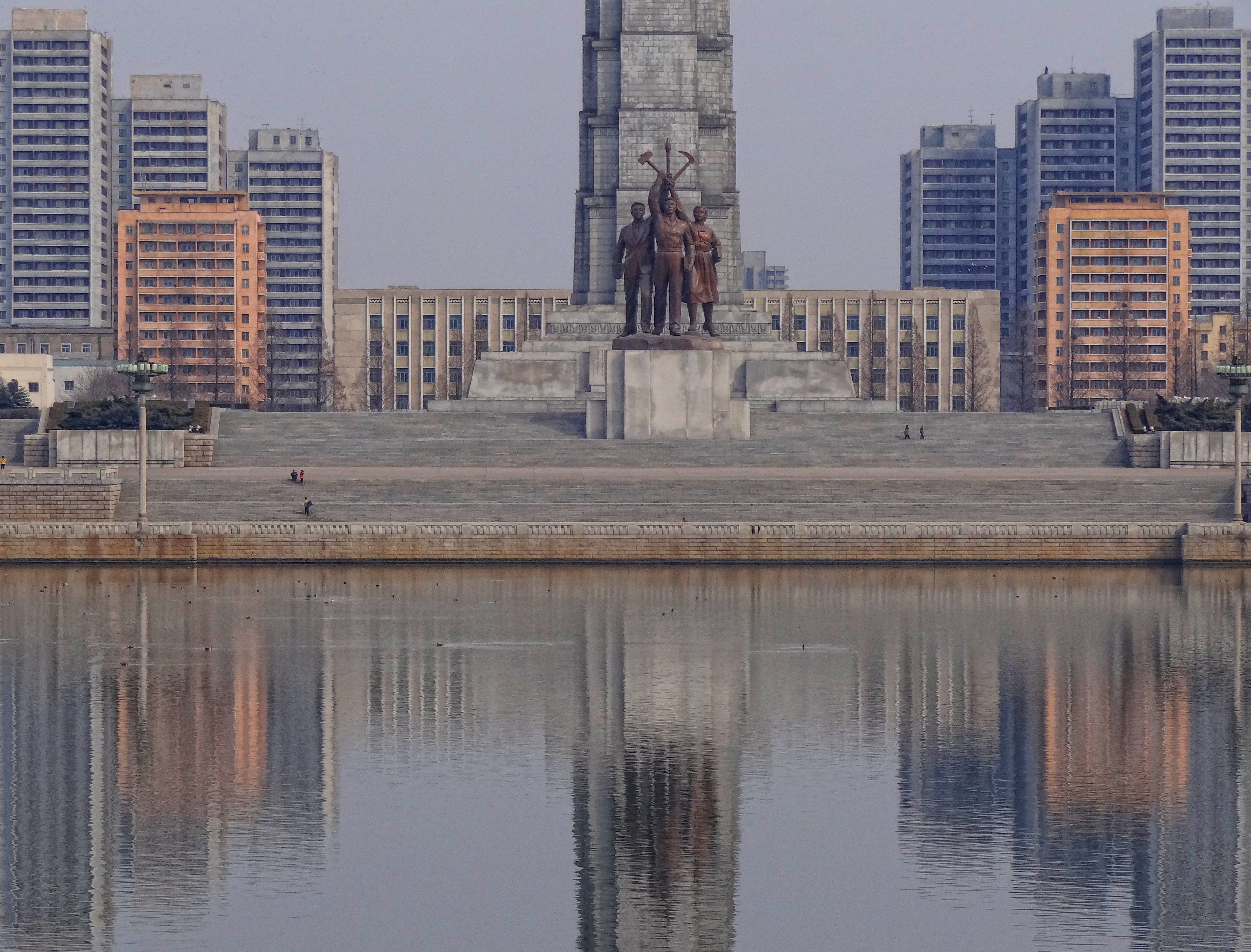
A parte inferior da Torre da Ideologia Juche, com o rio Taedong em primeiro plano e edifícios simétricos em segundo plano.
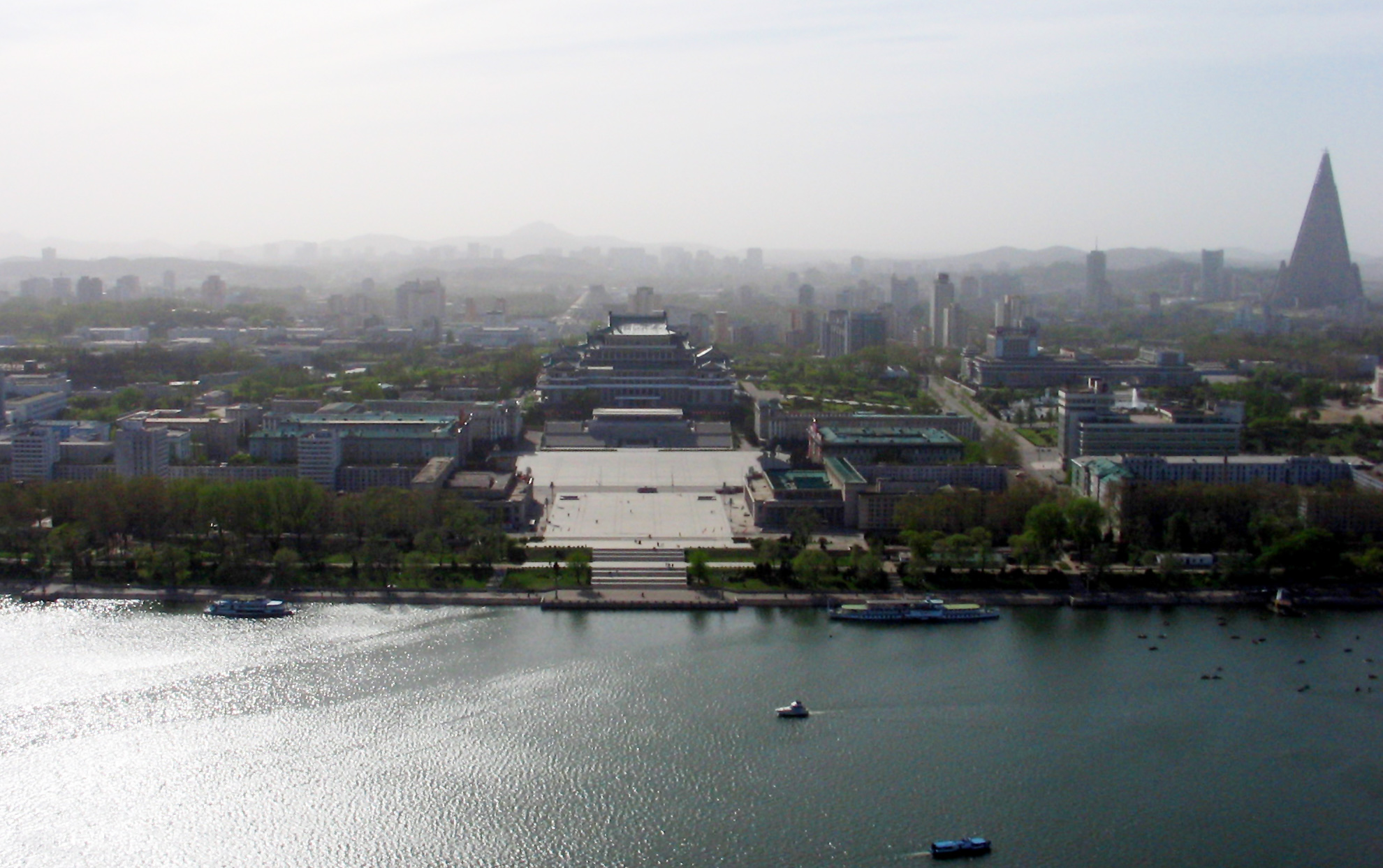
Vista da Praça Kim Il-sung da Torre Juche
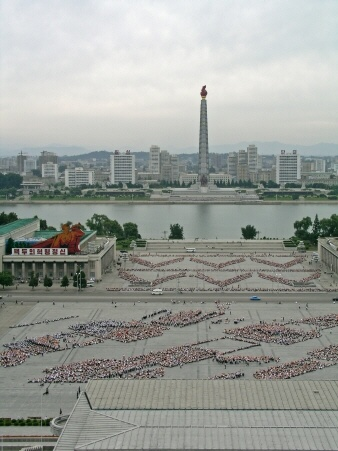
Vista da Torre Juche da Praça Kim Il-sung
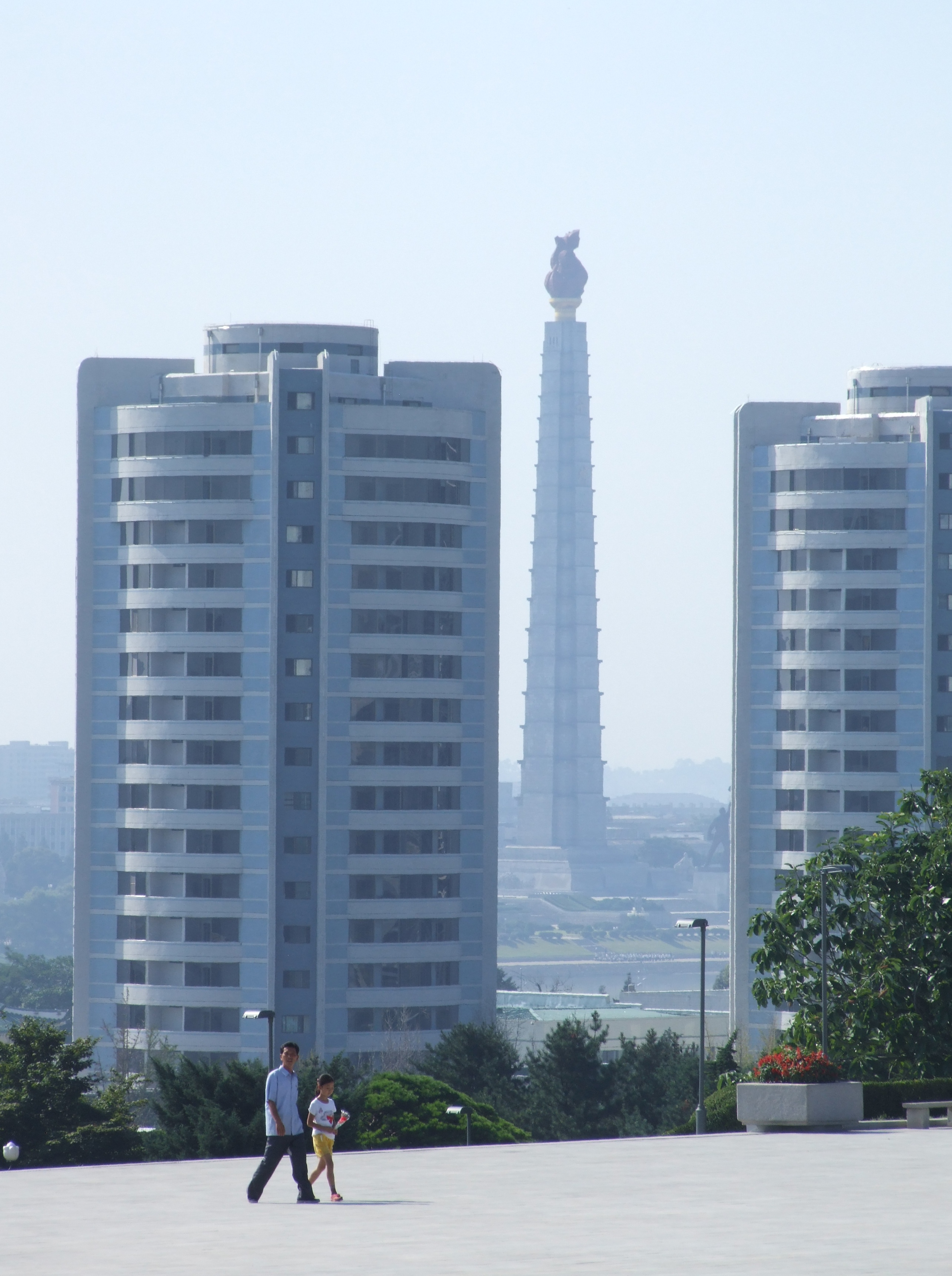
Torre Juche vista do Grande Monumento Mansudae
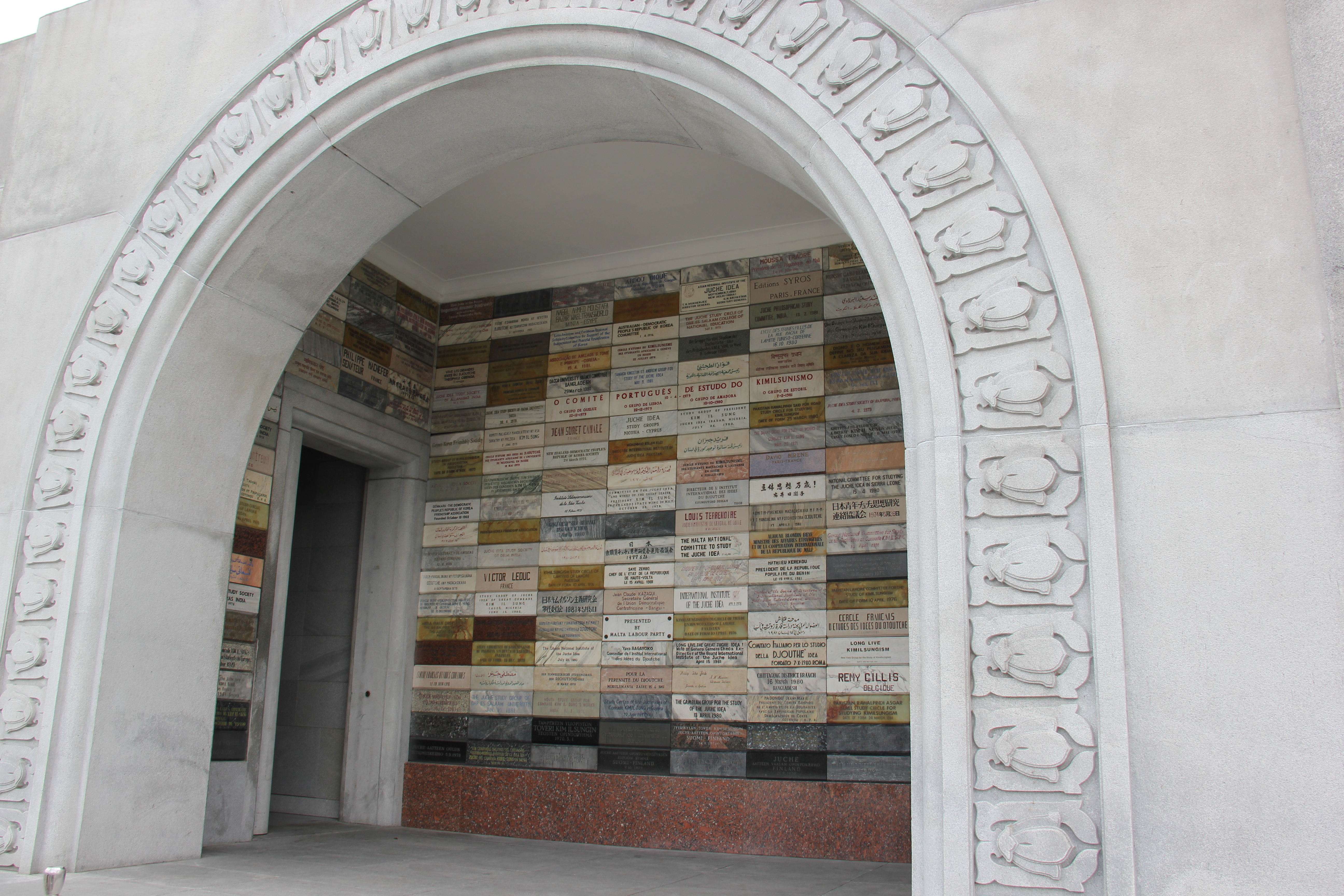
Placas de grupos de estudo de diversos países (incluindo Portugal) no interior da entrada da Torre Juche.